# Lousadela (Folgoso de Caurel)
Lousadela es un caserío español actualmente despoblado, que forma parte de la parroquia de Seceda, del municipio de Folgoso de Caurel, en la provincia de Lugo, Galicia.

## Demografía
| Gráfica de evolución demográfica de Lousadela entre 2000 y 2019 |
|                                                                 |
| Datos según el nomenclátor publicado por el INE.                |